# Bartolomeo Bimbi
Bartolomeo Bimbi, född 15 maj 1648 i Settignano, död 14 januari 1729 i Florens, var en florentinsk målare av stilleben, som på uppdrag av sina beskyddare, däribland storhertigen av Toscana Cosimo III dè Medici, att måla stora tavlor av flora och fauna för Medici Villa dell'Ambrogiana och della Topaia, nu bevarade i Pitti-palatset och på Museo Botanico dell'Universita.